# Жювеналь дез Юрсен, Франсуа
Франсуа Жювеналь дез Юрсен (фр. François Juvénal des Ursins; ок. 1569 — 9 октября 1650), маркиз де Тренель — французский военный и дипломат.

## Биография
Сын Кристофа Жювеналя дез Юрсена, барона де Тренель, и Мадлен де Люксембург.
Сеньор де Ла-Шапель-Готье и Дою-ан-Бри.
2 апреля 1590 сформировал пехотный полк своего имени, с которым проделал несколько кампаний. Участвовал в осадах Шартра и Руана, в битве при Омале в 1591 году, в осаде Лана в 1592 году, в осаде Дижона в 1594 году, в битве при Фонтен-Франсез в 1595 году, в осаде Ла-Фера в 1596-м и осаде Амьена в 1597-м, после чего полк был распущен.
1 апреля 1598 произведен в лагерные маршалы, служил в Пикардии под командованием коннетабля и маршала Бирона. Мир был подписан 2 мая.
2 января 1599 стал рыцарем орденов короля, тогда же получил роту тяжеловооруженных всадников, распущенную в 1600 году.
В 1612 году был послан в Турин, где его застало известие о смерти герцога Мантуанского. Жювеналь дез Юрсен от имени короля выразил соболезнования.
В 1614 году назначен послом в Рим, где оставался до июня 1617, после чего вернулся во Францию. В апреле 1619 направлен послом в Англию, где выразил соболезнования из-за смерти королевы, и вернулся в конце года.
Вновь служил в качестве лагерного маршала в королевской армии в 1620 году, содействовал взятию Пон-де-Се и примирению Людовика XIII с Марией Медичи. Затем направился с принцем Конде в Гиень. Участвовал в подчинении Сансера в 1621 году. 24 июля 1622 был назначен в армию герцога Неверского.
Пуллен де Сен-Фуа пишет, что в ходе борьбы с Лигой Жювеналь дез Юрсен командовал легионом французских рейтар, который прославился своим мужеством, но сам Франсуа имел характер ревнивый и завистливый, и в 1592 году покинул армию и сторону Генриха IV после того, как король, узнав об очень опасном ранении Анна д'Англюра, которого называли Храбрым Живри, сильно огорчился и сказал, что его смерть была бы невосполнимой потерей.
Также он сообщает, что в обоих своих посольствах Франсуа продемонстрировал вкус к роскоши, и не проявил дипломатической ловкости.
Умер в своем замке Дою в Бри.

## Семья
Жена: Гийеметта д'Оржемон, дама де Мери, дочь Клода д'Оржемона, сеньора де Мери, и Мадлен д'Авогур
Дочь: Шарлотта (р. 1600, ум. юной)
Не имея детей, маркиз де Тренель, бывший последним в своей линии рода, завещал владения внучатому племяннику Франсуа де Арвилю, при условии принятия своих имени и герба.